# Радченко, Михаил Васильевич (учёный)
Михаил Васильевич Радченко (род. 1954) — советский и российский учёный, доктор технических наук, профессор, членом-корреспондент Сибирского отделения Академии наук высшей школы (1997).
Автор около 400 работ (из них десять изданы за рубежом — в США, Франции, Болгарии, Великобритании и Китае), включая 7 монографий, 10 учебников и учебных пособий, 20 методических пособий.

## Биография
Родился 8 сентября 1954 года в Таганроге Ростовской области; сын советского учёного Василия Радченко.
В 1971 году поступил в Алтайский политехнический институт (ныне Алтайский государственный технический университет), где обучался по специальности «Машины и технология сварочного производства». Для подготовки дипломной работы в 1976 году был направлен в Московский энергетический институт, участвовал в выполнении научно-исследовательских работ по электронно-лучевой сварке сталей горизонтальными электронными пучками в вакууме. После защиты с отличием дипломной работы, в этом же году прошёл стажировку во Всесоюзном научно-исследовательском институте электросварочного оборудования по направлению «Вакуумное и высоковольтное оборудование для электроннолучевой сварки и обработки металлов».
В 1977 году поступил в аспирантуру Ленинградского политехнического института им. М. И. Калинина (ЛПИ, ныне Санкт-Петербургский политехнический университет Петра Великого) и в 1981 году успешно защитил кандидатскую диссертацию на тему «Исследование и разработка методики контроля и регулирования геометрии шва при электронно-лучевой сварке». После защиты вернулся в родной вуз и работал на кафедре «Металловедение и термическая обработка металлов» в должности ассистента, старшего преподавателя, доцента, а с сентября 1993 года — в должности профессора кафедры уже Алтайского государственного технического университета. При поддержке руководства вуза и ряда профессоров МЭИ и ЛПИ, в 1982 году Михаил Васильевич организовал и возглавил Межвузовскую научно-исследовательскую лабораторию электронно-лучевой технологии (НИЛ ЭЛТ).
В 1991 году Радченко поступил в докторантуру Института теплофизики СО РАН и в 1993 году защитил в Новосибирском государственном техническом университете докторскую диссертацию на тему «Комплексные исследования процессов формирования упрочняющих и защитных покрытий электроннолучевым методом». С июля 2011 года он возглавляет кафедру «Малый бизнес в сварочном производстве» АлтГУ. Также является директором Центра подготовки специалистов «Кадры машиностроения» Алтайского университета. Принимает участие в работе российских и международных конференций и симпозиумов. Под руководством М. В. Радченко подготовлено десять кандидатских и одна докторская диссертации.
Лауреат премии Алтайского края в области науки и техники (2005), Почётный работник высшего профессионального образования Российской Федерации.